# Зеллер, Бен
Бен Кратерн Зеллер (англ. Ben Crathern Zeller) (17 декабря 1933 - 26 апреля 2017) — американский актёр, сценарист и художник.

## Биография
Родился в семье Уильяма и Мэрион Зеллер. Служил в армии США с 1951 до 1953, капрал. Учился в Университете Аляски в 1956. При этом вёл домашнее хозяйство в Чена-Ридж с 1955 до 1964. Тушитель лесных пожаров в Департаменте лесного хозяйства Аляски в Фэрбанксе с 1956 до 1958. Руководил лабораторией арктических исследований в Умиате в 1959. Проживает в Ратоне. Также у него есть дом на тихоокеанском побережье Мексики и ранчо в Тинахе, на территории округа Колфакс. Скончался 26 апреля 2017 года.  

### Семья
Был женат на Эвелин Рите Риос (англ. Evelyn Rita Rios). Дети: Карл и Джанет.

## Фильмография

### Актёр
- 1994 — Джек-молния[англ.]
- 2009 — Святой Джон из Лас-Вегаса

### Художник
- 1999 — Беовульф
- 2000 — Горец: Конец игры
- 2009 — Сумасшедшее сердце[4]

### Сценарист
- 1990 — Mad Dog McCree[англ.][5]
- 1992 — Mad Dog II: The Lost Gold[англ.]
- 1992 — Space Pirates[англ.]